# Abalance
Abalance株式会社（エーバランス）は、東京都品川区に本社を置く、IT事業を行う日本の企業。子会社のWWB株式会社は建機販売事業・太陽光発電事業などを行っている。

## 社名の由来
「Abalance」の頭字「A」には、「Ace」「All」「Action」の総称として「プロとして最高を目指し（Ace）顧客を含め全てのことに広く貢献するために（All）、事業活動を行い顧客と共に社会的価値を創り続けていく（Action）」という意味が込められている。また、「balance」は「調和」を意味し、事業的な相互補完を含めたAbalanceグループの各事業の調和を最大限に図りつつ、Abalanceグループの営む事業に関わる各々のステークホルダーが、Abalanceグループとの間において、実質的に公平に便益を享受し、有機的な調和を構築・維持できるようになることを目指すという決意を映している。なお、国境を越えて商号の意味が認識されるとともに、よりグローバルな事業展開を実現する意を含めるため、アルファベット表記となっている。

## 沿革
創業以来、ソフトウェア開発とコンサルティングを提供する独自の事業展開で、顧客に対しECM、ナレッジマネジメントソリューションなどを提供していた。代表的な製品は「REALCOM KnowledgeMarket EnterpriseSuite」、「AskMe Enterprise」などであった。
- 2000年（平成12年）4月17日 - 株式会社リアルコミュニケーションズ設立。
- 2001年（平成13年）2月 - リアルコム株式会社に商号変更。
- 2006年（平成18年）から米国での事業展開を開始。シリコンバレーにRealcom Technology Inc.を設立。
- 2007年（平成19年）9月19日 - 東京証券取引所マザーズ市場上場。
- 2011年（平成23年）9月 -
  - ソーラー事業への参入を発表し、同年11月に建機事業やソーラーパネル事業を営むWWB株式会社を株式交換により完全子会社化。1:1の対等合併により、WWBの株主及び経営者である龍潤生が筆頭株主となった。
  - 東京証券取引所より上場廃止猶予銘柄に指定される。
- 2015年（平成27年）7月 - 監理銘柄（確認中）に指定。同年10月には監理銘柄（審査中）に変更。
- 2016年（平成28年）9月 -東京証券取引所より「新規上場審査基準に準じた基準」への適合が認められ、管理銘柄（審査中）指定の解除、東京証券取引所マザーズ市場での上場継続が決定される。
- 2017年（平成29年）3月 - Abalance株式会社へ商号変更。株式会社バローズを子会社化。
- 2018年（平成30年）
  - 4月 - 関連会社のFUJI SOLARがVietnum Sunergy Companu Limited株式を取得、グローバルな事業展開。
  - 11月 - 市場選択制度により東京証券取引所第二部へ市場変更[2]。
- 2019年（平成31年/令和元年）
  - 1月 - 光触媒技術を持つ鯤コーポレーション（現・日本光触媒センター）を買収。
  - 3月 - VIETNAM SUNERGY COMPANY LIMITEDが製造する太陽光パネルの国内販売拠点として、WWBの完全子会社・VSUN JAPAN株式会社を設立。
  - 10月 - Abit株式会社を設立。
- 2022年（令和4年）3月 - 株式公開買付けにより、明治機械を持分法適用関連会社とする[3]。

## 主なグループ会社
- WWB株式会社
- Abit株式会社
- 株式会社バローズ
- 株式会社バローズエンジニアリング
- 常陽パワー株式会社
- 東陽パワー株式会社
- 陽上パワー株式会社
- FUJI SOLAR 株式会社
- VIETNAM SUNERGY COMPANY LIMITED
- Win Power Limited

## グループ経営の変遷
設立当初の「情報共有・ナレッジマネジメント」「情報基盤・ポータル」から、「技術継承」「営業力強化」「Lotus Notes再活性化」「SharePoint導入・活用」など、企業向けITソリューションにおいてさまざまな分野での提供を進めている。また、金融、製薬、製造など業種別のソリューション提供も行っている。

### 情報共有ソリューション / ナレッジマネジメント
同社が持つ組織力向上のためのナレッジマネジメント知見をコンサルティングサービスとして提供。
情報共有ソフトウェア製品「Knowledge Market」を開発・リリースし、コンサルティングサービスと合わせてスケールさせて展開。
業種を問わず、一定規模数以上の国内企業に導入・展開をしていった。

### SharePoint関連ソリューション
その後、Microsoft市場の拡大に合わせ、SharePoint関連ソリューションも展開し、SharePointのクラウドサービス「ベストプラクティスオンデマンド＝BPオンデマンド」の提供や、豪Nintex社よりNintexWorkflowを輸入販売、付加サービスを提供している。またリアルコム自らSharePointユーザー企業のための研究会を主宰。書籍の監修も行った（日経BP社発行『ひと目でわかるSharePoint Server2010〜基本機能でここまで使える！ビジネス活用33の事例』）。

### リーマンショックによる海外事業の停滞
2007年の上場を受け、2008年1月にアメリカ・インドを本拠地とする同業種のAskMe社の買収を発表した。しかしながら、買収したAskMe事業は、その後のリーマンショックの影響を受け、十分業績を上げられず、海外事業ののれんの償却を行った結果、3億円を超える債務超過に転落した。2011年（平成23年）6月期は、単独業績は回復の兆しを見せたが、海外事業は業績回復に手間取り、株価回復に向けての大きな重荷となっていた。2011年（平成23年）6月末に海外事業をすべて成功裏に譲渡したが、同月には時価総額が3億を割り、東京証券取引所（東証）は時価総額基準に係る上場廃止猶予期間入り銘柄に指定した。同年6月期決算は、営業利益は連結・単独とも黒字に転換、単独決算は最終利益も黒字転換し、国内事業の立ち直りを見せたものの、海外事業を含めた連結決算では最終赤字が継続。債務超過が拡大することとなった。

### スマートグリッド事業への参入と株式交換によるWWB株式会社の子会社化
国内事業の黒字転換を果たしたことを受け、さらなる成長機会を狙い、2011年9月末に、「スマートグリッド事業」への参入を発表した。事業参入に伴い建機・ソーラーパネル事業を営むWWB株式会社を自社株発行による株式交換により完全子会社化する計画を発表、11月29日の臨時株主総会にて子会社化を行った。

### 経営陣の変遷
代表取締役は創業者の谷本肇、WWB創業者の龍潤生、市瀬厚、吉永正紀を経た後、2018年9月より現在の光行康明が務めている。現在の取締役会は社外取締役3名（内女性1名）に対し社内取締役2名と外部取締役を過半数とすることでよりガバナンスを意識した組織運営となっている。また、2019年9月よりAbalance社初の女性取締役を登用するなどSDGs強化を図っている。
- 2012年9月、市瀬厚が代表取締役に就任[4]
- 2013年2月、龍潤生が代表取締役社長、市瀬厚が代表取締役会長に就任[5]
- 2013年8月、市瀬厚が代表取締役会長を辞任[6]
- 2013年9月、龍潤生が代表取締役に就任[7]
- 2016年9月、吉永正紀が代表取締役に就任[8]
- 2018年9月、光行康明が代表取締役に就任[9]

### 監査法人の変遷
- 2012年9月 霞が関監査法人から清和監査法人に変更[10]
- 2014年9月 アバンティア監査法人に変更[11]
- 2017年9月 慶和監査法人に変更[12]
- 2018年9月 アスカ監査法人に変更[13]

## ライツ・オファリング（ノンコミットメント型 / 上場型新株予約権の無償割当ての実施
当社は2014年3月11日に「ライツ・オファリングに関するお知らせ」を発表した。この調達を選択した理由として、金融機関からの借入れ、公募増資、第三者割当による株式、新株予約権等の発行、非上場型の新株予約権の株主無償割当て、ライツ・オファリング（コミットメント型）との比較検討を行った上で時点での最良の資金調達法としている。発表後、株価は発表前日の2014年3月10日終値の738円、発表当日終値762円、翌日3月12日終値633円と推移し、3月22日には419円に推移した。このライツオファリングによって、534,278,850円の資金を調達したとしている。

## 元代表取締役に対する訴訟提起
2015年3月3日、当社（当時はリアルコム）は、元代表取締役・谷本肇に対する訴訟を東京地方裁判所に提起した。訴訟の概要は以下の通りで、違約金1000万円の支払い及び、損害賠償1億7826万5688円の支払いを求める内容であった。
- 谷本氏が会社との間に交わした確約に違反し、短期間の内に競業会社を設立したこと
- 谷本氏が会社との間に交わした確約に違反し、短期間の内に所有していた株式を売却したこと
- 谷本氏が一部メディアなどを利用し、事実と反する虚偽情報を記事として適時・掲載させ、風評被害を被らせたこと

上記の結果、2018年12月20日、当社が被った風評被害については上記額の損害賠償は認められず、棄却された。

## 第三者割当増資実施による資本増強
2017年1月11日に「第三者割当により発行される株式の募集」を発表。新株式による調達資金を建設機械の仕入資金に充当することにより、顧客ニーズを充足することができるとともに、建機販売事業の更なる発展ができるものと判断したとしている。この株式の募集によって、89,903,000円の資金を調達したとしている。
また、2020年11月25日に「第三者割当による新株式の発行に関するお知らせ」を発表。新株式による調達資金を建設機械の仕入資金に充当することにより、間接金融、公募増資、株主割当増資等との比較を行い、第三者割当による資金調達がその時点で最良の選択であるとしている。この株式の募集によって、224,171,200円の資金を調達したとしている。

## 執行役員によるインサイダー取引
2024年5月16日、子会社の工場新設に関する未公表情報をもとにインサイダー取引をしたとして、東京地検特捜部はAbalanceの元執行役員を金融商品取引法違反の疑いで逮捕した。逮捕容疑は、2023年1月中旬ごろ、太陽光パネルの製造販売を手がける子会社のベトナムでの工場新設に関する重要事実を把握。公表前の23年1月下旬ごろ、Abalanceの株を計1万9400株、5316万円で買い付けたとしている。関係者によると、一連の取引で4千万円を超える利益を得たという。元執行役員は既に退社して別の企業の役員を務めているという。
元執行役員は株取引時、仲介した証券会社から「役員ではないのか」との問い合わせを受け、「違う」と回答していたことが判明している。Abalanceとは無関係であるように装ったとみられる。また、元執行役員は特捜部の調べに対し「重要事実は知らなかった」と容疑を否認しているという。
同年6月5日、特捜部は元執行役員を金融商品取引法違反の罪で起訴した。
2025年3月17日、東京地裁は元執行役員に懲役2年6月、執行猶予4年、罰金250万円、追徴金1億307万円の判決を言い渡した。